# Mieża
Mieża (ros.  Межа ) – rzeka w północno-zachodniej części Rosji europejskiej, lewy dopływ Dźwiny. Długość – 259 km, powierzchnia zlewni – 9080 km².
Mieża wypływa z bagien Wyżyny Wałdaju (na terenie Centralno-Leśnego Rezerwatu Biosfery) na północ od miasta Nielidowo w obwodzie twerskim. W górnym biegu rzeka wąska i kręta. W dolnym biegu, w pobliżu ujścia, szerokość wzrasta do 50 m.
Największe miasto nad Mieżą to Nielidowo. W pobliżu Nielidowa wybudowano zaporę wodną. Dolny odcinek rzeki wykorzystywany jest do spławiania drewna. Na tym odcinku rzeka jest żeglowna.
Główne dopływy:
- Obsza (lewy)
- Jelsza (lewy)